# Cordilheira A
Cordilheira A é um local no Território Antártico Australiano a 929 quilômetros do polo Sul e a 159 quilômetros do Domo A a 4 053 metros de altitude. O local foi avaliado por cientistas da Austrália e dos Estados Unidos através de dados de satélite como um ótimo local de observação astronômica por suas condições meteorológicas favoráveis: Ausência de nuvens, baixa umidade do ar, localizado sob o olho o vórtice polar, origem dos ventos catabáticos, atmosfera estável e temperaturas muito baixas por volta de -70 °C.
É considerado o ponto mais frio da face da Terra, com temperatura média de -70 °C. O Lago Vostok, também na Antártida, chegou a registrar 90 graus negativos; mas como isso foi uma exceção, chegou-se ao consenso que o local mais frio da Terra realmente é a Cordilheira A.